# Kozlodouy (île)
Pour les articles homonymes, voir Kozlodouy (homonymie).
L'Île de Kozlodouy (en bulgare Остров Козлодуй - Ostrov Kozlodouy) est une île bulgare sur le fleuve Danube. Le point le plus proche de la rive bulgare est à 200 mètres.
Elle est la deuxième plus grande île de Bulgarie par sa superficie. 